# Stor-Bälltjärnen
Stor-Bälltjärnen är en sjö i Skellefteå kommun i Västerbotten och ingår i Byskeälvens huvudavrinningsområde. Sjön har en area på 0,186 kvadratkilometer och ligger 276,3 meter över havet. Sjön avvattnas av vattendraget Bälltjärnbäcken.

## Delavrinningsområde
Stor-Bälltjärnen ingår i det delavrinningsområde (722450-172729) som SMHI kallar för Utloppet av Stor-Bälltjärn. Medelhöjden är 301 meter över havet och ytan är 2,74 kvadratkilometer. Det finns inga avrinningsområden uppströms utan avrinningsområdet är högsta punkten. Bälltjärnbäcken som avvattnar avrinningsområdet har biflödesordning 4, vilket innebär att vattnet flödar genom totalt 4 vattendrag innan det når havet efter 40 kilometer. Avrinningsområdet består mestadels av skog (86 procent). Avrinningsområdet har 0,24 kvadratkilometer vattenytor vilket ger det en sjöprocent på 8,9 procent.